# Manuchar Kwirkwelia
Manuchar Kwirkwelia (georgisch მანუჩარ კვირკველია; * 12. Oktober 1978 in Osurgeti) ist ein georgischer Ringer. Er wurde Olympiasieger 2008 in Peking im griechisch-römischen Stil im Weltergewicht.

## Leben
Manuchar Kwirkwelia begann als Jugendlicher in seiner Heimatstadt Osurgeti, Region Gurien, mit dem Ringen. Nach ersten Erfolgen auf nationaler Ebene wechselte er zu Dinamo Tiflis und entwickelte sich zu einem hervorragenden Ringer im griechisch-römischen Stil. Als Student verdiente er seinen Unterhalt mit dem Ringen. Aus diesem Grund startet er neben seinem Engagement in Tiflis auch noch für Konya Seker Spor in der türkischen Ringerliga. Nach seiner aktiven Zeit als Ringer wurde er Geschäftsmann. 2014 wurde er als Nachfolger von Luka Kurtanidse zum Präsidenten des georgischen Ringer-Verbandes gewählt.
Sein Debüt auf der internationalen Ringermatte gab er erst mit 24 Jahren. als er bei der Europameisterschaft in Seinäjoki/Finnland im Leichtgewicht an den Start ging. Dort belegte er mit Siegen über Fedor Gaivan aus Moldawien, Juha Lappalainen, Finnland, Ismail Baygus, Deutschland und Witali Schuk aus Belarus und einer Niederlage im Endkampf gegen Şeref Eroğlu aus der Türkei den 2. Platz. Auch bei der Weltmeisterschaft des gleichen Jahres in Moskau gewann er mit dem 3. Platz eine Medaille. Er besiegte dort Witali Schuk, Konstantinos Arkouedas aus Griechenland und Nikolai Gergow aus Bulgarien. Im Halbfinale unterlag er gegen Fərid Mansurov aus Aserbaidschan und im Kampf um den 3. Platz besiegte er Maxim Semjonow aus Russland.
Bei der Europameisterschaft 2003 in Belgrad besiegte Manuchar Kwirkwelia Waldemars Venckaitis aus Litauen, Eduard Kratz aus Deutschland und Hovhannes Kurghinjan, einen für die Niederlande startenden Armenier, nach Punkten und unterlag dann wieder gegen Şeref Eroğlu nach Punkten und kam damit auf den 5. Platz. In phantastischer Form stellte er sich bei der Weltmeisterschaft 2003 in Créteil vor. Hauptsächlich mit seinem Spezialgriff, dem verkehrten Ausheber in der Bodenlage, gegen den kaum ein gegnerischer Ringer eine Abwehrmöglichkeit hat, besiegte er sechs Konkurrenten und wurde in überlegenem Stil Weltmeister. Nach zwei leichten Siegen über Ainsley Robinson aus Kanada und Jaros Ondrej aus Tschechien besiegte er dabei in seinem dritten Kampf den Olympiasieger von 1996 Ryszard Wolny aus Polen und in seinem vierten Kampf seinen Angstgegner Şeref Eroğlu, der 1997 Weltmeister im Federgewicht war. Mit weiteren Siegen über Levente Füredy aus Ungarn und Armen Wardanjan, dem für die Ukraine startenden Armenier, beendete er seinen Triumph.
Im Jahre 2004 fehlte Manuchar Kwirkwelia bei der Europameisterschaft, war aber bei den Olympischen Spielen in Athen am Start. Die Teilnahme an diesen Spielen ist ein dunkler Punkt in der Laufbahn von Manuchar Kwirkwelia. Denn nach einer hohen 1:11 Punktniederlage gegen Şeref Eroğlu wurde er vom Intern. Ringerverband FILA wegen unsportlichen Verhaltens disqualifiziert und vollständig aus der Wertung genommen.
Ab 2005 startete er im Weltergewicht, also eine Gewichtsklasse höher. In dieser neuen Gewichtsklasse hatte er anfänglich einige Anpassungsschwierigkeiten. So kam er bei der Europameisterschaft dieses Jahres in Warna nach Siegen über Wladislaus Lukasevic aus Litauen und Wolodymyr Schazkych aus der Ukraine und einer Niederlage gegen Adam Juretzko aus Deutschland nur auf den 7. Platz. Bei der Weltmeisterschaft 2005 in Budapest gewann er nur seinen ersten Kampf gegen Alexander Kirkjinow aus Belarus und schied mit einer Niederlage gegen Mahmut Altay aus der Türkei im zweiten Kampf aus. Damit belegte er nur den 10. Platz.
Im Jahre 2006 gewann Manuchar Kwirkwelia sowohl bei der Europameisterschaft in Moskau als auch bei der Weltmeisterschaft in Guangzhou/China, jeweils die Bronzemedaille. In Moskau besiegte er Mkhitar Hunanjan aus Armenien, Joachim Ardalen aus Norwegen u. Juha Lappalainen aus Finnland, verlor dann gegen Olympiasieger Warteres Samurgaschew aus Russland und schlug im Kampf um den 3. Platz Mohammad Babulfath aus Schweden. In Guangzhou gelangen ihm Siege über Krzysztof Kowalski aus Polen und Ahmed Mohamed Abdelsadek aus Ägypten, gegen Ex-Weltmeister Marko Yli-Hannuksela aus Finnland verlor er im Halbfinale und den 3. Platz sicherte er sich mit einem Sieg über T. C. Dantzler aus den Vereinigten Staaten.
2007 gewann Manuchar Kwirkwelia im Weltergewicht mit seinem Sieg bei der Europameisterschaft in Sofia der zweite Titelgewinn bei einer internationalen Meisterschaft. Auf dem Weg dazu besiegte er Andrejs Afanasjevs aus Lettland, Dimitri Pyschkow aus der Ukraine, Valdemaras Venckaitis aus Litauen, Arsen Dschulfalakjan aus Armenien und den überraschend bis in das Finale vorgestossenen Schweizer Reto Bucher. Bei der Weltmeisterschaft dieses Jahres in Baku siegte er zunächst über den Chinesen Chang Yongxiang, unterlag aber in seinem nächsten Kampf gegen Konstantin Schneider aus Deutschland (1:3 Runden u. 7:9 techn. Punkte). Da Schneider das Finale nicht erreicht, schied er aus und belegte in der Endabrechnung den 20. Platz.
Im Jahre 2008 musste sich Manuchar Kwikwelia zunächst für die Teilnahme an den Olympischen Spielen in Peking qualifizieren. Dies gelang ihm mit einem überzeugenden Turniersieg in Ostia. Er gewann dort vor Ilgar Abdulow aus Aserbaidschan und dem nunmehr für Bulgarien startenden russischen Olympiasieger Warteres Samurgaschew.
In Peking reichten Manuchar Kwirkwelia vier Siege zum Olympiasieg. Er beherrschte dabei seine vier Gegner souverän und gab nur in seinem Kampf gegen den Ungarn Péter Bácsi eine Runde ab. Seine Gegner besiegte er in folgender Reihenfolge: Christophe Guénot aus Frankreich, Konstantin Schneider, Péter Bácsi und Chang Yongxiang.
Nach diesem großen Erfolg rang er weiter und startete noch bei mehreren internationalen Meisterschaften. Er erreichte aber bei weitem nicht mehr diese Erfolge. Bei der Weltmeisterschaft 2009 in Herning kam er auf den 21. Platz, bei der Weltmeisterschaft 2010 in Moskau auf den 14. Platz, bei der Europameisterschaft 2011 in Dortmund auf den 17. Platz und bei der Weltmeisterschaft 2011 in Istanbul auf den 15. Platz. 2012 beendete er seine Ringerlaufbahn.

## Internationale Erfolge
| Jahr | Platz | Wettbewerb                                             | Gewichtsklasse | Ergebnisse |
| 2002 | 2.    | EM in Seinäjoki/Finnland                               | Leicht         | hinter Şeref Eroğlu, Türkei u. vor Michail Beilin, Israel u. Witali Schuk, Belarus                                                               |
| 2002 | 3.    | WM in Moskau                                           | Leicht         | hinter Jimmy Samuelsson, Schweden u. Fərid Mansurov, Aserbaidschan, gemeinsam mit Maxim Semjonow, Russland                                       |
| 2003 | 5.    | EM in Belgrad                                          | Leicht         | hinter Şeref Eroğlu u. Armen Wardanjan, Ukraine, Sergei Kuntarjew, Russland u. Eduard Aplewitsch, Belarus                                        |
| 2003 | 1.    | WM in Créteil                                          | Leicht         | vor Armen Wardanjan, Levente Füredy, Ungarn u. Waghniak Galstjan, Armenien                                                                       |
| 2004 | 4.    | Weltcup in Almaty                                      | Leicht         | hinter Mkhitar Manukjan, Kasachstan, Maxim Semjonow u. Seref Tüfenk, Türkei                                                                      |
| 2004 | unpl. | OS in Athen                                            | Leicht         | Sieger: Farid Mansurow vor Şeref Eroğlu |
| 2005 | 3.    | "Dan Kolow& Nikola Petrow"-Turnier in Sofia            | Welter         | hinter Mahmut Altay, Türkei und Ahmed Abdelsadek, Ägypten                                                                                        |
| 2005 | 7.    | EM in Warna                                            | Welter         | Sieger: Mowses Karapetjan, Armenien vor Welin Marinow, Bulgarien u. Adam Juretzko, Deutschland                                                   |
| 2005 | 10.   | WM in Budapest                                         | Welter         | Sieger: Warteres Samurgaschew, Russland vor Mark Overgaard Madsen, Dänemark, Konstantin Schneider, Deutschland u. Marko Yli-Hannuksela, Finnland |
| 2006 | 3.    | EM in Moskau                                           | Welter         | hinter Warteres Samurgaschew u. Oleg Michailowitsch, Belarus, gemeinsam mit Mahmut Altay, Türkei                                                 |
| 2006 | 3.    | WM in Guangzhou/China                                  | Welter         | , hinter Wolodymyr Schazkych, Ukraine u. Marku Yli-Hannuksela, gemeinsam mit Mark Overgaard Madsen                                               |
| 2007 | 2.    | "Ion Corneanu"-Memorial in Brasow                      | Welter         | hinter Peter Bacsi, Ungarn, vor Alexander Kikinow, Belarus und Oleg Berdinskich, Russland                                                        |
| 2007 | 1.    | EM in Sofia                                            | Welter         | vor Reto Bucher, Schweiz, Valdemaras Venckaitis, Litauen u. Michail Iwantschenko, Russland                                                       |
| 2007 | 20.   | WM in Baku                                             | Welter         | Sieger: Jawor Janakiew, Bulgarien vor Mark O. Madsen, Christophe Guénot, Frankreich u. Valdemaras Venckaitis                                     |
| 2008 | 7.    | Großer Preis von Ungarn in Szombathely                 | Welter         | Sieger: Alexander Michailowitsch, Belarus vor Mark Overgaard Madesenm Dänemark                                                                   |
| 2008 | 1.    | Olympia-Qualif.-Turnier in Ostia                       | Welter         | vor Ilgar Abdulow, Aserbaidschan u. Warteres Samurgatschew, Bulgarien                                                                            |
| 2008 | 2.    | Golden Grand Prix in Baku                              | Welter         | hinter Ilgar Abdulow u. vor Schmagi Guliaschew, Georgien u. Tsukasa Tsumaki, Japan                                                               |
| 2008 | Gold  | OS in Peking                                           | Welter         | vor Chang Yongxiang, China, Jawor Janakiew u. Christophe Guénot                                                                                  |
| 2009 | 5.    | Intern. Turnier "Cristo Lutte" in Creteil              | Mittel         | Sieger: Melonin Noumonvi, Frankreich |
| 2009 | 5.    | Golden-Grand-Prix in Baku                              | Welter         | Sieger: Rafik Huseinow, Aserbaidschan vor Jachangir Mumidow, Usbekistan                                                                          |
| 2009 | 21.   | WM in Herning/Dänemark                                 | Welter         | nach einer Niederlage gegen Tsukasa Tsurumaki, Japan                                                                                             |
| 2010 | 5.    | Golden-Grand-Prix in Baku                              | Welter         | Sieger: Peter Bacsi, Ungarn vor Giorgi Zirekidse, Georgien                                                                                       |
| 2010 | 14.   | WM in Moskau                                           | Welter         | nach einem Sieg über Mayli Paul Consuegra Panfe, Kuba und einer Niederlage gegen Neven Zugaj, Kroatien                                           |
| 2011 | 2.    | "Dan Kolow & Nikola Petrow"-Turnier in Burgas          | Welter         | hinter Ionel Puscasu, Rumänien, vor Kang Nae-koo, Südkorea und Ilian Georgiew, Bulgarien                                                         |
| 2011 | 17.   | EM in Dortmund                                         | Welter         | nach einer Niederlage gegen Christopher Guenot, Frankreich                                                                                       |
| 2011 | 2.    | "Giwi Kartozija & Wachtang Balawadse"Turnier in Tiflis | Welter         | hinter Farhad Alizadeh, Iran, vor Saeid Mourad Abdvali, Iran und Manuchar Tschadaia, Georgien                                                    |
| 2011 | 19.   | "Wladyslaw-Pytlasinski"-Turnier in Radom               | Mittel         | Sieger: Alan Chugajew vor Alexej Mischin, beide Russland                                                                                         |
| 2011 | 15.   | WM in Istanbul                                         | Welter         | nach einem Sieg über Henri Esko Välimäki, Finnland und einer Niederlage gegen Neven Zugaj                                                        |
| 2012 | 16.   | "Dan Kolow & Nikolai Petrow"-Turnier in Sofia          | Welter         | Sieger: Wladimir Gegeschidse, Georgien vor Nikolai Bajrakow, Bulgarien                                                                           |

Erläuterungen
- alle Wettkämpfe im griechisch-römischen Stil
- OS = Olympische Spiele, WM = Weltmeisterschaft, EM = Europameisterschaft
- Leichtgewicht, bis 2000 bis 69 kg, Weltergewicht bis 76 kg und Mittelgewicht bis 85 kg Körpergewicht; danach bis 66 kg, 74 kg und 84 kg Körpergewicht